# Hjärnarp
Hjärnarp är en tätort i Ängelholms kommun och kyrkby i Hjärnarps socken i Skåne.

## Befolkningsutveckling
| Befolkningsutvecklingen i Hjärnarp 1960–2020 | Befolkningsutvecklingen i Hjärnarp 1960–2020 | Befolkningsutvecklingen i Hjärnarp 1960–2020 | Befolkningsutvecklingen i Hjärnarp 1960–2020 | Befolkningsutvecklingen i Hjärnarp 1960–2020 |
| -------------------------------------------- | -------------------------------------------- | -------------------------------------------- | -------------------------------------------- | -------------------------------------------- |
|                                              |                                              |                                              |                                              |                                              |
| År                                           |                                              |                                              | Folkmängd                                    | Areal (ha)                                   |
| 1960                                         | 1960                                         |                                              | 427                                          |                                              |
| 1965                                         | 1965                                         |                                              | 428                                          |                                              |
| 1970                                         | 1970                                         |                                              | 483                                          |                                              |
| 1975                                         | 1975                                         |                                              | 565                                          |                                              |
| 1980                                         | 1980                                         |                                              | 653                                          |                                              |
| 1990                                         | 1990                                         |                                              | 870                                          | 114                                          |
| 1995                                         | 1995                                         |                                              | 864                                          | 121                                          |
| 2000                                         | 2000                                         |                                              | 867                                          | 122                                          |
| 2005                                         | 2005                                         |                                              | 871                                          | 122                                          |
| 2010                                         | 2010                                         |                                              | 975                                          | 127                                          |
| 2015                                         | 2015                                         |                                              | 1 095                                        | 212                                          |
| 2020                                         | 2020                                         |                                              | 1 202                                        | 216                                          |
|                                              |                                              |                                              |                                              |                                              |